# 22730 Jacobhurwitz
22730 Jacobhurwitz (1998 SY118) là một tiểu hành tinh vành đai chính được phát hiện ngày 16 tháng 9 năm 1998 bởi Nhóm nghiên cứu tiểu hành tinh gần Trái Đất phòng thí nghiệm Lincoln ở Socorro.

## History
The asteroid is được đặt theo tên của Jacob Benjamin Hurwitz (b. 1992). He was a finalist in the 2006 Cuộc thi nhà khoa học trẻ kênh Discovery Channel (DCYSC).